# August Wilhelm Hupel
August Wilhelm Hupel (Buttelstedt, Türingia, 1737. február 25. – Paide, Észtország,  1819. február 7.) balti-német tudományos író, nyelvész, az észt nyelv kutatója. A 18. század utolsó harmadában jelentős tudományos és felvilágosító tevékenységet fejtett ki a balti országokban.

## Élete
A Weimar melletti Buttelstedtben, lelkész családjában született. A weimari gimnáziumban, majd 1754-től 1757-ig Jéna egyetemén tanult. Filozófiai, természettudományos, matematikai tanulmányokat is folytatott, de apja halála után a megélhetést biztosító teológia mellett kötelezte el magát. A bibliai nyelveken kívül elsajátította az olasz és a francia nyelvet is.
1757 őszén áthajózott Rigába és valahol a Rigai kormányzóságban (Livland, Livónia) házitanító lett, ami ugródeszkául is szolgált a lelkészi álláshoz. 1764-ben Põltsamaa, németül Oberpahlen város (Észtország, Jõgeva megye) lelkésze lett. Rendezett anyagi körülményei lehetővé tették, hogy hivatala mellett tudományos kérdésekkel és írással is foglalkozzon. Ebben rigai barátja, egy ismert könyvkiadó segítette, akitől külföldi könyvekhez is hozzájutott. Negyven év szolgálat után, 1804 végén lemondott lelkészi hivataláról, 1805 tavaszán Paidébe (Weissensteinbe) költözött és ott élt haláláig.

## Munkássága
Publikációval 1766-ban jelentkezett először, amikor németről észt nyelvre fordította Peter Ernst Wilde kézírásos népszerűsítő orvosi folyóiratát („Lühhike öppetus“, mai helyesírással 'Lühike őpetus'). 1771-ben Wilde egy másik, szintén gyógyászati témájú kézírásos kiadványát fordította észtre, ekkor számos orvosi kifejezést észt nyelven magának kellett megalkotnia. Legtöbb munkáját azonban nem észt, hanem német nyelven írta és rigai kiadó-barátja jelentette meg.
Az 1770-es évek legelején megjelent első írásai oktató-filozofáló jellegűek: a türelem gyakorlásáról, a házasságról és a válásról, a szexualitásról, illetve a lélekről szólnak.
Tudományos tevékenységének igazán fontos részét a Baltikummal foglalkozó munkái, későbbi jelentik. Már 1772-ben megjelent egy írása (An das lief- und ehstländische Publicum), mely reformterveket is megfogalmazott. Ez előtanulmánynak bizonyult főművéhez (Topographische Nachrichten von Lief- und Ehstland 1774, 1777, 1782), melyben Estland és Livland (lényegében a leendő Észtország és Lettország) társadalmi, természeti viszonyaira, közigazgatására, az életvitel különböző területeire vonatkozó korabeli ismereteket, adatokat gyűjtötte egybe. Ez a háromkötetes munka, melyet 1789-ben egy negyedikkel is kiegészített, a Baltikum kultúrtörténetében előkelő helyet biztosít Hupel számára.
Közben továbbra is foglalkozott az észt nyelvvel. 1780-ban szótárral kiegészített észt nyelvtant adott ki; ebben nem önálló kutatási eredményeket közölt, hanem főként Anton Thor Helle (1683 ?–1748) munkáira támaszkodott. Nyelvtanának 1818-as kiadását többek között Dietrich Heinrich Jürgenson, a dorpati egyetem nyelvi lektora is használta.
1781-ben Nordische Miscellaneen (jelentése: 'északi holmi') címen általános felvilágosító jellegű folyóiratot indított, mely 1792-től Neue Nordische Miscellaneen ('új északi holmi') címen folytatódott és 1798-ig állt fenn. A kiadvány folytatta a Baltikumra vonatkozó ismeretek, kutatások közlését; Hupel és szerzőtársai tollából számos történelmi és genealógiai írást közölt és aktuális kérdések megvitatásának is helyt adott.
Hupel tudományos és népszerűsítő tevékenységének orosz vonatkozása is volt: adatokat gyűjtött Oroszországról és megismertette azokat a baltikumi és a német nyelvű olvasókkal. Oroszországról megjelent kétkötetes munkája (Versuch, die Staatsverfassung des russischen Reichs darzustellen) II. Katalin orosz cárnő „felvilágosult abszolutizmus”-ként ismert politikájának népszerűsítése, lényegében apológiája.

## Fontosabb munkái
- An das lief- und ehstländische Publicum (névtelenül, 1772). [A livlandi és estlandi közönségnek]
- Topographische Nachrichten von Lief- und Ehstland (három kötet: 1774, 1777, 1782). [Topográfiai ismeretek Livlandról és Estlandról].
- Die gegenwärtige Verfassung der Rigischen und der Revalschen Statthalterschaft. Zur Ergänzung der topographischen Nachrichten von Lief- und Ehstland (1789). [A háromkötetes Topográfiá…-t kiegészítő negyedik kötet].
- Blicke auf Frankreichs jetzige Greuel... (név nélkül; Riga, 1791). [Írásában a francia forradalom ellenzőjeként lép fel]
- Versuch, die Staatsverfassung des russischen Reichs darzustellen (két kötet: 1791, 1793). [Kísérlet Oroszország állami berendezkedésének leírására]
- Ehstnische Sprachlehre (1780; az észt nyelvtan új kiadása bővített szótári anyaggal: Mitava, 1818)
- Ökonomisches Handbuch für Liev- und Ehstländische Gutsherren, wie auch für deren Disponenten; darinn zugleich Ergänzungen zu Fischers Landwirtschaftsbuche geliefert, auch für auswärtige Liebhaber die Liefländischen Verfahrungsarten hinlänglich dargestellet werden (1796). [Gazdasági kézikönyv livlandi és estlandi földbirtokosok számára…] (1796); a gazdasági és társadalomtörténeti munka forrása Johann Bernhard von Fischer (1685–1772) rigai orvos „Liefländisches Landwirtschaftsbuch“ (1753) című könyve volt.